# John DeChancie
John DeChancie (* 3. August 1946 in Pittsburgh, Pennsylvania) ist ein US-amerikanischer Fantasy-Autor.
DeChancie wurde unter anderem bekannt mit der Castle-Reihe, die noch nicht ins Deutsche übersetzt wurde. Die Reihe dürfte von der Cover-Gestaltung und dem Klappentext dem Genre der Funny Fantasy zuzuordnen sein.
Die Castle-Reihe wird von diversen Fantasy-Autoren hochgelobt und zum Teil mit Terry Pratchett und Douglas Adams verglichen.

## Werke
Castle-Reihe
- Castle Perilous
- Castle For Rent
- Castle Kidnapped
- Castle war!
- Castle Murders
- Castle Dreams
- Castle Spellbound

Skyway Trilogie
- Starrigger
- Red Limit Freeway
- Paradox Alley